# Paja de Sombrero
Paja de Sombrero est un corregimiento situé dans le district de Gualaca, province de Chiriquí, au Panama. En 2010, la localité comptait 5 605 habitants.